# Мермийо-Блонден, Тома
Тома Мермийо-Блонден (фр. Thomas Mermillod-Blondin; род. 3 января 1984 года, Анси, Франция) — французский горнолыжник, участник двух зимних Олимпийских игр, призёр этапов Кубка мира. Наиболее успешно выступает в комбинации.

## Спортивная биография
Заниматься горными лыжами Тома начал в три года в Grand-Bornand Ski Club. На соревнованиях под эгидой FIS Мермийо-Блонден начал выступать с конца 1999 года. В том же сезоне он впервые выступил на этапах Североамериканского Кубка. Первые несколько лет французский горнолыжник в основном выступал только в гонках FIS, при этом довольно часто попадая в тройку призёров. С 2004 года Тома начал выступления и в Кубке Европы, но долгое время ему не удавалось набирать там зачётных очков.
В Кубке мира Мермийо-Блонден дебютировал 6 января 2007 года на этапе в швейцарском городе Адельбоден. Французский горнолыжник выступил в гигантском слаломе, но не смог квалифицироваться во вторую попытку. В феврале 2011 года Тома впервые попал в тройку лучших на этапе Кубка мира, заняв третье место в суперкомбинации в болгарском Банско. Этот результат французский горнолыжник повторил ещё дважды: в феврале 2012 года в Сочи и в январе 2013 года в австрийском Кицбюэле. Лучшим достижением в общем зачёте Кубка мира для Мермийо-Блондена является 31-е место в общем зачёте по итогам сезона 2012/2013. В 2009 году Мермийо-Блонден принял участие в чемпионате мира, который прошёл во французском Валь-д'Изере. На мировом первенстве Тома показал высокий результат и стал 6-м в суперкомбинации.
На зимних Олимпийских играх 2010 года в Ванкувере Мермийо-Блонден стартовал в трёх дисциплинах. В суперкомбинации французский горнолыжник показал 19-е время, в слаломе он занял 21-е место, а дистанцию гигантского слалома Тома не смог завершить.
В 2014 году Тома Мермийо-Блонден выступил на своих вторых зимних Олимпийских играх. Французский горнолыжник выступил в двух дисциплинах. В суперкомбинации Тома не смог завершить второй вид соревновательный программы, а в соревнованиях в супергиганте он пришёл к финишу, показав 15-е время, отстав от первого места на 1,39 секунды.
Использует лыжи и ботинки производства фирмы Salomon.

## Результаты

### Олимпийские игры
| Олимпийские игры | Скоростной спуск | Супергигант | Гигантский слалом | Слалом | Комбинация |
| ---------------- | ---------------- | ----------- | ----------------- | ------ | ---------- |
| 2010 Ванкувер    | —                | —           | DNF               | 21     | 19         |
| 2014 Сочи        | —                | 15          | —                 | —      | DNF2       |

### Чемпионат мира
| Чемпионат мира       | Скоростной спуск | Супергигант | Гигантский слалом | Слалом | Комбинация |
| -------------------- | ---------------- | ----------- | ----------------- | ------ | ---------- |
| 2009 Валь-д’Изер     | —                | —           | —                 | —      | 6          |
| 2013 Шладминг        | —                | 21          | —                 | —      | DSQ2       |
| 2015 Вейл/Бивер-Крик | —                | —           | —                 | —      | 9          |

## Личная жизнь
- Окончил университет Савойя.